# صامويل بوهورز
صامويل بوهورز (بالفرنسية: Samuel Bouhours)‏ (مواليد 26 يونيو 1987 في لومان - فرنسا) لاعب كرة قدم فرنسي يلعب حاليا لصالح نادي الدرجة الأولى لومان الفرنسي منذ 2007 في مركز قلب الدفاع.

## روابط خارجية
- صامويل بوهورز على موقع قاعدة بيانات كرة القدم.إي يو (الإنجليزية)
- صامويل بوهورز على موقع ليكيب (الفرنسية)
- صامويل بوهورز على موقع Soccerway.com (الإنجليزية)
- صامويل بوهورز على موقع عالم كرة القدم.نت (الإنجليزية)
- صامويل بوهورز على موقع AS.com (الإسبانية)
- صامويل بوهورز على موقع GSA (الإنجليزية)